# إنجليزية إسكتلندية
الإنجليزية الاسكتلندية (بالإنجليزية: Scottish English) تشير إلى أصناف من اللغة الإنجليزية المنطوقة في اسكتلندا. يُسمّى اللسن (أو اللهجة) الرسمي الرئيسي الإنجليزية الاسكتلندية القياسية أو المعيارية (Standard Scottish English) واختصارًا (SSE). ويمكن تعريف الإنجليزية الاسكتلندية القياسية بأنها «اللسن المميِّز لكلام الطبقة المهنيّة المتوسطة في اسكتلندا، والمعيار المقبول في المدارس». الوسم المعتمّد لــ «الإنجليزية الاسكتلندية القياسية» هو en-Scotland.
بالإضافة إلى قواعد النطق والنحو والتعبير المميِّزة في الإنجليزية الاسكتلندية، فإن لها أيضاً مفردات مميزة، وخاصة المتعلقة بالمؤسسات الاسكتلندية مثل كنيسة اسكتلندا والحكومة المحلية والتعليم والنُّظُم القانونية.
تقع الإنجليزية الاسكتلندية القياسية في أحد طرفي السلسلة اللغوية التي تضم اللغة الاسكتلندية في الطرف الآخر. ولا شك أن الإنجليزية الاسكتلندية تتأثر بدرجات متفاوتة باللغة الاسكتلندية. يفصِل العديد من الاسكتلنديين بين اللغتين حسب سياق وبيئة المحادثة والظروف الاجتماعية المؤثّرة فيها. ويمارس البعض ما يُعرَف بظاهرة التناوب اللغوي بين لغة وأخرى في نفس المحادَثة. وعموما تُستخدم الإنجليزية الاسكتلندية في المواقف الرسمية أو في الحديث مع أشخاص في مراكز اجتماعية أعلى، واللغة الاسكتلندية في المنزل والمواقف غير الرسمية.

## السمات الصوتية
رغم اختلاف الخواص النطقيّة بين المتحدثين (حسب المنطقة والحالة الاجتماعية)، إلا أن هناك عدد من الجوانب الصوتية المميزة للغة الإنجليزية الاسكتلندية.
أهم ما يميِّز الصوامت (الحروف الساكنة) في الإنجليزية الاسكتلندية ما يلي:
- الإنجليزية الاسكتلندية لكنة رائية، أي تنطق فيها الراء الساكنة في كل مواضع المقطع الصوتي. وغالبا ما تُنطق الراء كصوت لثوي مُستل (ɾ) كما في الراء العربية وأحياناُ كصوت ارتدادي/التوائي (ɹ) كما في الإنجليزية الأمريكية.[12][13]
- هناك صوت مختلف لكل من <w> و<hw> وبذلك يختلف نُطق أزواج الكلمات التي لها نفس النطق في الإنجليزية البريطانية القياسية - مثل witch «ساحرة» مقابل which «أي».[13][14]
- هناك صوت خاء /x/ يغيب عن معظم اللكنات الإنجليزية. يوجد في كثير من الكلمات المُستعارة من اللغتين الاسكتلندية والغيلية، وتمثله غالباً حروف <ch> كما في كلمة loch «بحيرة».[14]
- صوت اللام مُطبَق أو مُفخَّم في كل مواقع المقطع كما في الإنجليزية الأمريكية، ولا يكون مُرقّقاً في بداية المقطع كما في الإنجليزية البريطانية.[14]
- تُنطق التاء كهمزة (ʔ) إذا تلت حركة، مثل نطق [bʌʔərˈ] لكلمة butter «زُبد».

أما بالنسبة لصوائت (الحركات أو حروف العلة) الإنجليزية الاسكتلندية فأهم خصائصها اختفاء التمييز الصواتي بين الحركات القصيرة والطويلة، واختفاء بعض المصوتات المزدوجة واستبدالها بأخرى بسيطة. وفيما يلي جدول لصوائت الإنجليزية الاسكتلندية مع بعض الأمثلة.

الحركات البسيطة في الإنجليزية الاسكتلندية

| الصوائت البسيطة   | الصوائت البسيطة                                    | الصوائت البسيطة             |
| رمز الصائت        | الإنجليزية الاسكتلندية                             | أمثلة                       |
| ----------------- | -------------------------------------------------- | --------------------------- |
| /ɪ/               | [ë̞~ɪ]                                              | bid, pit                    |
| /iː/              | [i]                                                | bead, peat                  |
| /ɛ/               | [ɛ~ɛ̝]                                              | bed, pet                    |
| /eɪ/              | [e(ː)]                                             | bay, hey, fate              |
| /æ/               | [ä]                                                | bad, pat                    |
| /ɑː/              | [ä]                                                | balm, father, pa            |
| /ɒ/               | [ɔ]                                                | bod, pot, cot               |
| /ɔː/              | [ɔ]                                                | bawd, paw, caught           |
| /oʊ/              | [o(ː)]                                             | road, stone, toe            |
| /ʊ/               | [ʉ]                                                | good, foot, put             |
| /uː/              | [ʉ]                                                | booed, food                 |
| /ʌ/               | [ʌ~ɐ]                                              | bud, putt                   |
| المصوتات المزدوجة |                                                    |                             |
| /aɪ/              | [ɐi~ɜi~əi]                                         | buy, ride, write            |
| /aʊ/              | [ɐʉ~ɜʉ~əʉ]                                         | how, pout                   |
| /ɔɪ/              | [oi]                                               | boy, hoy                    |
| /juː/             | [jʉ]                                               | hue, pew, new               |
| الصوائت الرائية   |                                                    |                             |
| /ɪr/              | [ɪɹ] or [ɪɾ]                                       | mirror, fir, thirst         |
| /ɪər/             | [i(ː)ə̞ɹ] or [iəɾ]                                  | beer, mere                  |
| /ɛr/              | [ɛ̝ɹ] or [ɛ̝ɾ]                                       | berry, merry (also in her)  |
| /ɛər/             | [e(ː)ə̞ɹ] or [eəɾ]                                  | bear, mare, Mary            |
| /ær/              | [ä(ː)ɹ] or [äɾ]                                    | barrow, marry               |
| /ɑːr/             | [ä(ː)ɹ] or [äɾ]                                    | bar, card                   |
| /ɒr/              | [ɔ(ː)ɹ] or [ɔɾ]                                    | moral, forage               |
| /ɔːr/             | [ɔ(ː)ɹ] or [ɔɾ]                                    | born, for                   |
| /ɔər/             | [oː(ə̞)ɹ] or [oɾ]                                   | boar, four, more            |
| /ʊər/             | [ʉɹ] or [ʉɾ]                                       | boor, moor                  |
| /ʌr/              | [ʌɹ] or [ʌɾ]                                       | hurry, Murray (also in fur) |
| /ɜːr/             | تمييز ثلاثي: [ɪɹ], [ɛ̝ɹ], [ʌɹ]; or [ɪɾ], [ɛ̝ɾ], [ʌɾ] | bird, herd, furry           |
| الصوائت المختزلة  |                                                    |                             |
| /ə/               | [ə]                                                | Rosa's, cuppa               |
| /ər/              | [əɹ] or [əɾ]                                       | runner, mercer              |

## السمات المعجمية

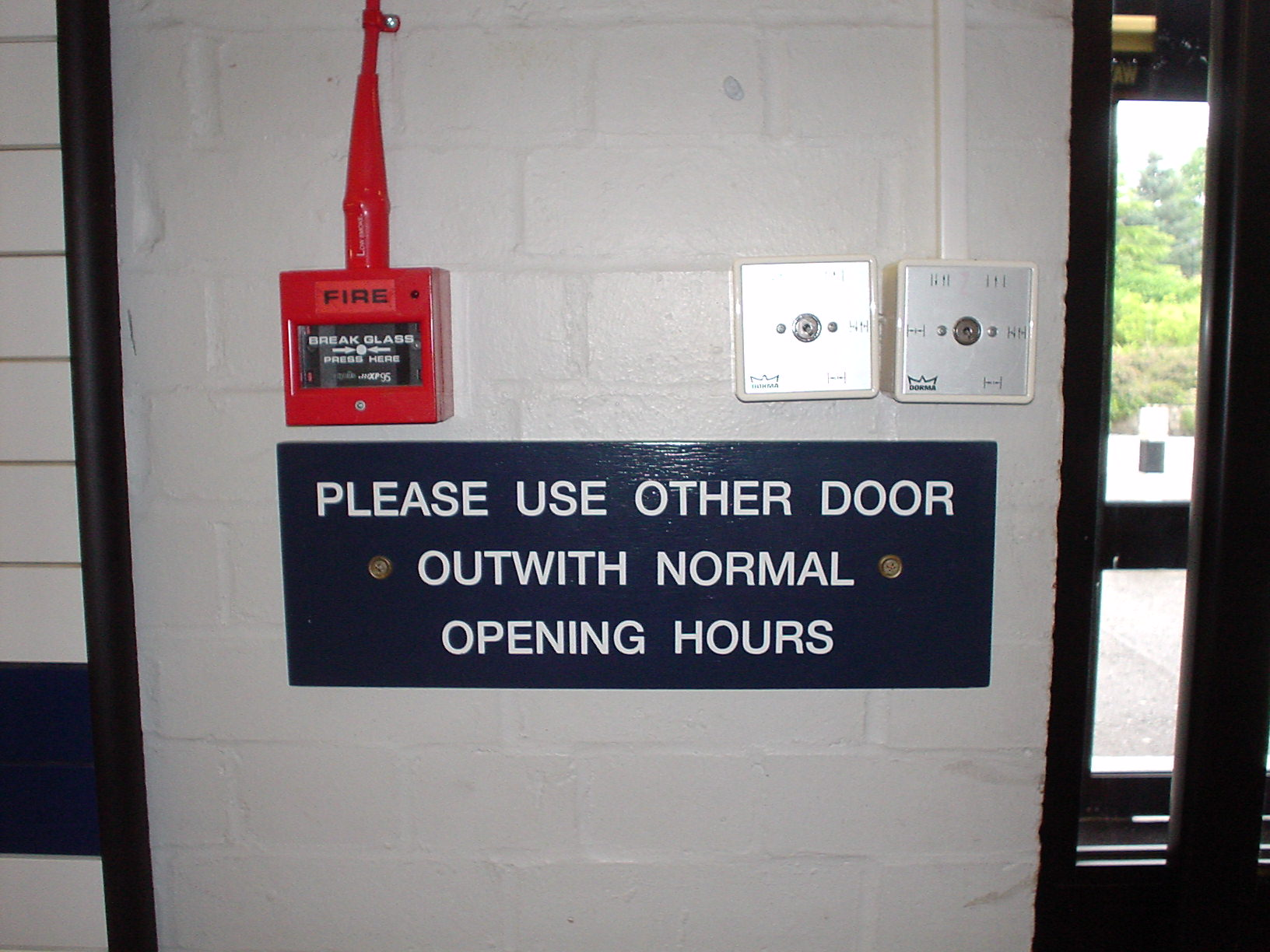
مثال لاستخدام outwith على لوحة في اسكتلندا

ورثت الإنجليزية الاسكتلندية عدداً من المفردات من اللغة الاسكتلندية، وهي مفردات أقل شيوعاً في غيرها من الإنجليزيات القياسية.
من الأمثلة المعروفة كلمة wee «صغير»، وكلمة bairn «طفل» والتي تشبه مثيلتها في اللغتين السويدية والنرويجية المعاصرتين. وكذلك bonnie «جميل»، outwith «خارج»،pinkie «إصبع الخنصر»، kirk «كنيسة» والتي تشبه الكلمة المقابلة في عدة لغات جرمانية.
من السمات المميزة إضافة لاحقة التصغير ie- إلى الأسماء، كما هو الحال في laddie «صبي صغير»، lassie «فتاة صغيرة»، sweetie «قطعة صغيرة من الحلوى»، shoppie «متجر صغير»، إلخ. وهناك أيضاً استخدام أداة الاستفهام how بمعني «لماذا» كأن تقول How no? «كيف لا؟» بدلاً من why not?

## السمات النحوية
من أشهر سمات الإنجليزية الاسكتلندية استخدام لاحقة المضارع المستمر ing- مع أفعال خبرية مثل want «يريد» على غير المعتاد في الإنجليزيات القياسية الأخرى، كأن تقول I'm wanting a drink بدلاً من I want a drink «أريد شراباً»، أو I wasn't liking it بدلاً من I didn't like it «لم أكن أحبه».